# Valois-St.Remy

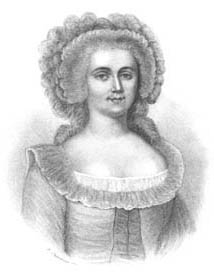
La Comtesse de La Motte z rodu Valois-St.Remy

Valois-St.Remy je francouzský šlechtický rod, který má svůj původ v královské dynastii Valois.
Francouzský král Jindřich II. měl se svou milenkou Nicolou de Savigny syna Jindřicha, který se stal zakladatelem tohoto rodu. 
Rod se postupně rozvětvil na linie: 
- Baronů de Fontette et d'Essoyes (vymírá 1880)
- Pánů (seignur) de Luze

Nejslavnější členka rodu, která pocházela z linie de Luze, byla Jeanne de Luze de Saint-Remy (* 22. července 1756, † 23. srpna 1791), hraběnka de la Motte-Valois, která se svým manželem zinscenovala tzv. aféru s náhrdelníkem, která se stala jednou z příčin revoluce. Během revoluce odešel její bratranec Mathieu Charles Louis do Německa, kde rod přijal titul baronů von Valois, tento titul nosil také poslední mužský člen rodu Alfred († 1923).